# Wentworth Shire
Koordinaten: 33° 18′ S, 142° 36′ O

Wentworth Shire ist ein lokales Verwaltungsgebiet (LGA) im australischen Bundesstaat New South Wales. Das Gebiet ist 26.256,24 km² groß und hat etwa 7.500 Einwohner.
Wentworth liegt in der Südwestecke des Staates am Unterlauf des Darling River und am Murray River, der Grenze zu Victoria, und ist etwa 1.000 km von der Metropole Sydney und 390 km von Adelaide entfernt. Das Gebiet umfasst 25 Ortsteile und Ortschaften: Anabranch North, Anabranch South, Boeill Creek, Buronga, Coomealla, Curlwaa, Careton, Ellerslie, Gol Gol, Mallee, Monak, Moorara, Mourquong, Pan Ban, Para, Paringi, Pine Camp, Rufus, Trentham Cliffs und Wentworth sowie Teile von Arumpo, Euston, Pomona, Pooncarie und Scotia. Der Sitz des Shire Councils befindet sich in der Ortschaft Wentworth an der Südgrenze der LGA, wo etwa 1.300 Einwohner leben.

## Verwaltung
Der Wentworth Shire Council hat neun Mitglieder, die von den Bewohnern der LGA gewählt werden. Wellington ist nicht in Bezirke untergliedert. Aus dem Kreis der Councillor rekrutiert sich auch der Mayor (Bürgermeister) des Councils.